# Ilet'
L'Ilet' (in russo Илеть?; in lingua mari Элнет, Ėlnet, in tataro Илләт, Illät) è un fiume della Russia europea centrale (Repubbliche Autonome dei Mari e del Tatarstan), affluente di sinistra del Volga.
Il fiume ha origine da bassi rilievi collinari nella parte orientale della Repubblica Autonoma dei Mari El; scorre successivamente con direzione sud-occidentale, attraversando per un breve tratto il Tatarstan, poi volge a ovest e infine a sud, sfociando nel Bacino di Samara (Volga), alcuni chilometri a monte di Volžsk. Il fiume ha una lunghezza di 204 km, l'area del suo bacino è di 6 450 km².
L'Ilet' è navigabile nel basso corso; è però gelato, in media, da metà novembre a metà aprile.
I maggiori affluenti sono: Jušut (lungo 108 km) proveniente dalla destra idrografica e Ašit (89 km) dalla sinistra.